# JEPI
JEPI (ang. Joint Electronic Payment Initiative) – inicjatywa na rzecz ujednoliconego systemu płatności elektronicznych uzgodniona między przedstawicielami standardów Visa i Mastercard. Jej celem jest unifikacja transakcji, takich jak e-cash (wypłaty gotówkowe), e-checks (czeki elektroniczne) i obsługa kart kredytowych.